# Johann Ludwig Lindhammer
Johann Ludwig Lindhammer (* 17. Mai 1689 in Eismannsberg im Fürstentum Sulzbach; † 13. Juli 1771 in Aurich) war ein deutscher evangelischer Theologe.

## Leben

### Familie
Johann Ludwig Lindhammer war der Sohn des lutherischen Pastors Leonhard Lindhammer (* 1750 in Regensburg; † 30. August 1732), der sein Amt als Pastor in Eismannsberg ausübte, nachdem er als Rektor am Gymnasium in Sulzbach tätig war. 1694 wurde sein Vater wegen des Chiliasmi und Perfectionismi seines Amtes enthoben, erhielt aber 1696 erneut eine Pfarrei, die er aber 1701 wieder aufgeben musste, weil er seine fanatischen Grillen nicht fahren lies. Seine Mutter war Johanna Margaretha, die Tochter von Clameri Florini, Pastor in Neukirchen bei Sulzbach.
Sein Vater ließ sich nach seinem Rücktritt in Halle nieder und lebte dort bis zu seinem Tod als Privatier.
Johann Ludwig Lindhammer war verheiratet und hatte mehrere Kinder. Sein Schwiegervater war der spätere Generalsuperintendent in Halberstadt Georg Erich Weissbeck (1675–1746).

### Werdegang
Seinen ersten Unterricht erhielt Johann Ludwig Lindhammer von seinem Vater, bis er 1701 von einem Freund seines Großvaters mütterlicherseits, dem Generalsuperintendenten Johann Fischer, in dessen Haus in Halle und später in Magdeburg aufgenommen und mit dessen Sohn weiterhin unterrichtet wurde. Er besuchte darauf seit 1705 die Lateinische Schule des Hallischen Waisenhauses.
Am 20. Oktober 1707 immatrikulierte er sich zu einem Theologiestudium an der Universität Halle und hörte unter anderem Vorlesungen bei Joachim Justus Breithaupt, August Hermann Francke und seit 1710 bei Joachim Lange. Dort wurde er auch Mitarbeiter von Christian Benedikt Michaelis und beschäftigte sich im Auftrag von August Hermann Francke mit philologischen Arbeiten am Bibeltext.
1715 begleitete er, gemeinsam mit Johann Jakob Rambach, Johann Heinrich Michaelis; dieser begab sich aus gesundheitlichen Gründen zum Freiherrn Carl Hildebrand von Canstein nach Dahlwitz bei Berlin, und sie unterstützten Michaelis bei dessen Arbeiten an der hebräischen Bibel. Seit dieser Zeit arbeitete er in Berlin für Carl Hildebrand von Canstein, der 1710 in Halle die Cansteinsche Bibelanstalt begründet hatte, an der Herausgabe der Bibel. Nachdem Carl Hildebrand von Canstein bereits 1719 verstorben war, lag es an Johann Ludwig Lindhammer den gesamten Kommentar zu verfassen und zu veröffentlichen. Das Ergebnis dieser Arbeiten war dann 1725 die Veröffentlichung der Cansteinschen Evangelienharmonien sowie die kritisch edierte und ausführlich kommentierte Apostelgeschichte, mit der Johann Ludwig Lindhammer seinen Ruf als Gelehrter begründete.
Im Januar 1720 wurde er Feldprediger beim preußischen Reiterregiment Gens d’armes, das von Dubislav Gneomar von Natzmer befehligt wurde, in Berlin; dieser hatte Johann Ludwig Lindhammer für das Amt favorisiert.
Er wurde 1725 Pastor an der St.-Laurentius-Kirche in Halle, bevor er 1730 auf Empfehlung von August Hermann Francke durch Fürst Georg Albrecht als Nachfolger von Levin Coldewey zum Generalsuperintendenten der evangelisch-lutherischen Kirche in der Grafschaft Ostfriesland und dem Harlingerland berufen wurde, verbunden mit den Aufgaben des Oberhofpredigers, Kirchenrat und Scholarch, der das gesamte Schulwesen leitete. Bis 1766 bereiste er alle lutherischen Gemeinden des Landes.
Er führte unter anderem 1763 den späteren Generalsuperintendenten Gerhard Julius Coners als Pastor in Esens ein.
Sein Nachfolger als Generalsuperintendent wurde Johann Friedrich Hähn.

### Geistliches Wirken
Als Johann Ludwig Lindhammer, der durch den offiziellen kirchlichen Pietismus geprägt war, sein Amt als Generalsuperintendent antrat, war die Kirche durch Auseinandersetzungen zwischen Orthodoxen und Pietisten geprägt. Er konnte in dieser Situation als zurückhaltender Repräsentant der Obrigkeit ausgleichend und vermittelnd wirken.
1739 war er an der theologischen Befragung des suspendierten Pfarrers Johann Joachim Röling, der offen unitarische Standpunkte vertrat, beteiligt.
Er blieb auch, nachdem Carl Edzard, der letzte einheimische Fürst, der die Grafschaft Ostfriesland regierte, 1744 verstorben war, bis zu seinem Tod in seiner Funktion als Generalsuperintendent.
Als das Land in acht Inspektionen aufgeteilt worden war und für jede Inspektion ein Inspektor eingesetzt worden war, wurde er durch diese weiterhin unterstützt.

## Schriften (Auswahl)
- Harmonie und Auslegung der Heiligen vier Evangelisten oder Die Schriften der Evangelisten, in eine Zusammenfügung gebracht. Halle 1718.
- Carl Hildebrand Canstein; Johann Ludwig Lindhammer: Der Von dem H. Evangelisten Luca Beschriebenen Apostel-Geschichte Ausführliche Erklärung und Anwendung. Halle: Wäysenhaus, 1725.
- Ausführliche Anwendung und Erklärung der Apostel-Geschichte, als eine Fortsetzung des Hrn. Baron von Canstein Erklärung der 4 Evangelisten. Halle, 1725.